# Karlijn Stoffels
Karlijn Stoffels (* 24. Juni 1947 in Amsterdam) ist eine niederländische Jugendbuchautorin.

## Leben
Stoffels studierte Romanistik und Niederlandistik an der Universität Leiden und arbeitete als Französischlehrerin und Übersetzerin. Stoffels schreibt Kinder- und Jugendliteratur sowie Hörspiele und Theaterstücke.
Angeregt durch ein Bühnenstück von Burkhardt Söll verknüpfte Stoffels in ihrem Jugendbuch Mosje en Reizele Fakten zum jüdischen Ghetto in Warschau und zum Waisenhaus des Pädagogen Janusz Korczak mit der Lebensgeschichte zweier fiktionaler Kinderfiguren.
Der Fokus ihrer Bücher liegt auf Themen wie soziale Isolation und Erfahrungen von Außenseitern mit Verfolgung, Misshandlung und Ausgrenzung. Dies erarbeitet sie auch an Themen der gesellschaftlichen Integration von Migranten. Dabei behandelt sie auch grundlegende Fragen der sozialen und emotionalen Verunsicherung von Jugendlichen in der Pubertät. 2014 veröffentlichte sie mit Zuiderzeeballade einen Roman für ein erwachsenes Lesepublikum.
Karlijn Stoffels' Jugendbücher erhielten zahlreiche nationale und internationale Auszeichnungen, so erhielt Mojse en Reizele 1997 den Gouden Zoen und wurde in der Übersetzung durch Mirjam Pressler 1999 für den Deutschen Jugendliteraturpreis nominiert.

## Werke (Auswahl)
- Mosje en Reizele. Amsterdam : Querido, 1996
  - Mojsche und Rejsele. Aus dem Niederländ. von Mirjam Pressler. Weinheim : Beltz und Gelberg 1998
- Stiefland. Amsterdam : Querido, 1997
  - Stiefland : Roman. Aus dem Niederländ. von Rolf Erdorf. Weinheim : Beltz und Gelberg 2001
- Khalid. Amsterdam : Querido, 1998
  - Khalid. Aus dem Niederländ. von Rolf Erdorf. Weinheim : Beltz und Gelberg 2003
- Rattenvanger. Amsterdam : Querido, 2001
  - Rattenfänger : Roman. Aus dem Niederländ. von Mirjam Pressler. Weinheim : Beltz und Gelberg 2003
- Marokko aan de plas. Amsterdam : Querido, 2002
  - Marokko am See : Roman. Aus dem Niederländ. von Mirjam Pressler. Weinheim : Beltz und Gelberg 2006
- Een-nul voor de autisten. Amsterdam : Querido, 2003
  - 1:0 für die Idioten. Aus dem Niederländ. von Rolf Erdorf. Weinheim : Beltz und Gelberg 2009, ISBN 978-3-407-81057-1.
- Koningsdochter, zeemanslief. Amsterdam : Querido, 2005
- De ontvoerde prins. Amsterdam : Querido, 2009
- Zuiderzeeballade. Roman. Amsterdam : Querido, 2011